# Mordechaj ben Dawid
Mordechaj ben Dawid, właściwie Mordechaj Werdyger (ur. 16 kwietnia 1951) – wykonawca muzyki żydowskiej, piosenkarz. Wśród ortodoksyjnych Żydów nazywany „Królem muzyki żydowskiej”.
Jest synem pochodzącego z Polski Dawida Werdygera, śpiewaka i chazana. Jego pseudonim artystyczny po hebrajsku znaczy Mordechaj syn Dawida. Artysta łączy tradycyjną muzykę chasydzką z nowoczesnymi brzmieniami pop. Swoje piosenki wykonuje głównie po hebrajsku, angielsku oraz w jidysz.

## Dyskografia
- Mordechai Ben David Sings Original Chassidic Nigunim (1973)
- Hineni (1974)
- Neshama Soul (1975)
- I'd Rather Pray and Sing (1977)
- Vechol Maminim - Songs of Rosh Hashana (1979)
- Moshiach is Coming Soon (1980)
- Memories (1981)
- Ich Hob Gevart (I Have Waited) (1982)
- Mordechai Ben David Live (1981)
- Just One Shabbos (1983)
- Around the Year Vol. 1 (1984)
- Hold On (1984)
- Let My People Go (1985)
- Jerusalem Not For Sale (1986)
- MBD and Friends (1987)
- Jerusalem Our Home - Lekovod Yom Tov (1988)
- Siman Tov and Keitzad (singiel) (1989)
- The Double Album (1990)
- Solid MBD (1990)
- Moshiach, Moshiach, Moshiach (1992)
- Live in Jerusalem (1989)
- Tomid BeSimcha - Always Happy (1994)
- Special Moments (1994)
- Once Upon a Niggun (1996)
- Chevron Forever (singiel)(1996)
- Ein Od Milvado (1997)
- The English Collection (1998)
- We Are One (1999)
- Maaminim (2001)
- Kumzits (2003)
- Nachamu Ami (2004)
- Oorah (singiel) (2005)
- Efshar Letaken (2006)
- Yiddish Collection (2007)
- Anovim Anovim (singiel) (2008)
- Oorah (singiel) (2008)